# جمال العاروري
جمال العاروري هو مصورٌ وأستاذٌ جامعيٌ فلسطيني، ينشط في مجال التصوير منذ عام 1987 مع بداية الانتفاضة الفلسطينية الأولى، وله عددٌ من المعارض المحليَّة والدوليَّة. يُدرس «مساق التصوير» في الكلية العصرية الجامعية منذ عام 2010.

## سيرته
وُلد جمال العاروري عام 1964 في بلدة عارورة ضمن محافظة رام الله والبيرة. نشط في مجال التصوير منذ عام 1987 مع بداية الانتفاضة الفلسطينية الأولى، كما عمل في عددٍ من الوكالات، ومنها جريدة الأيام ووكالة فرانس برس. كما يُدرس «مساق التصوير» منذ عام 2010 في الكلية العصرية الجامعية. كان قد اقترح على وزارة الإعلام الفلسطينية إطلاق «جائزة فلسطين للتصوير الفوتوغرافي»، فأطلقت أول نسخة منها عام 2011.
كان العاروري عام 1997 قد التقط صورةً لسيدةٍ فلسطينية ولدت على حاجز بيتونيا؛ لأنَّ الجيش الإسرائيلي منعها من الوصول إلى المستشفى، وفي تلك الأثناء كان الجانب الإسرائيلي قد نفى الادعاءات بأنه يعيق وصول المرضى والأطباء الفلسطينيين إلى المستشفيات. أرسل العاروري الصورة إلى الوكالة لنشرها، ولكنها تلقت أمرًا من المحكمة بادعاءٍ بأنها مرتبة من قبل المصور نفسه، فاضطرت الوكالة إلى إرسال خبيرٍ في نفس اليوم للتحقق من صحتها، وبعد التأكد، نُشرت الصورة وأحدثت ضجةً كبيرةً في الأوساط الإعلاميَّة والسياسيَّة. لذلك تعد هذه الصورة هي «الأبرز في حياته المهنية».
نشر صورًا توثق «أحداثًا هامة من محطات نضالات الشعب الفلسطيني»، حيث جمعها في خمس إصداراتٍ: «حكاية حصار»، «عين على فلسطين» (جزئين)، «فلسطيننا رحلة تاريخ»، «من هالعين». كما أصدر فيلمًا تحت عنوان «فوتوغرافيا الحصار» من إنتاج الهيئة العامة للإذاعة والتلفزيون الفلسطينية عام 2018. شارك أيضًا في عددٍ من المعارض المحليَّة والدوليَّة، كما حاز على عددٍ من الجوائز (منها 12 دوليَّة) ومنها الميدالية البرونزية في محور الصورة الصحفية في فعاليات المهرجان العربي الأوروبي الرابع للصور الفوتوغرافيَّة والأسبوع الثقافي العربي في ألمانيا.
نشرت قناة الجزيرة ضمن برنامج المرصد وثائقيًا تحت عنوان «العاروري.. من مصور هاوٍ إلى مصور للرؤساء» في 2 ديسمبر 2019، حيث سلطت الضوء على «قصة حياة الصحفي الفلسطيني جمال العاروري الذي بدأ مسيرته المهنية هاويًا لينتهي به المطاف مصورا للرؤساء وذا شعبية واسعة».

## من تصويره

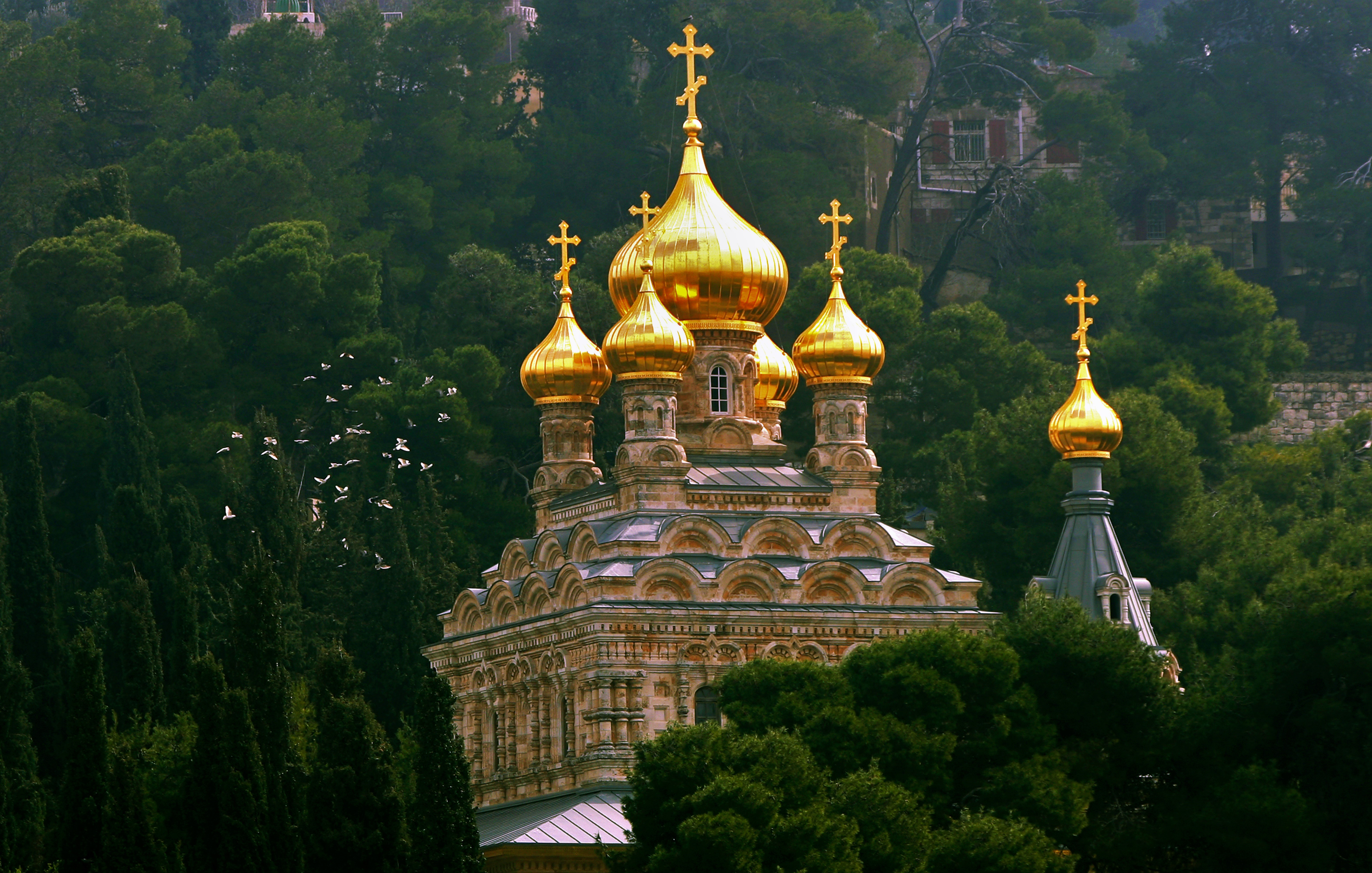
كنيسة مريم المجدلية (2009)
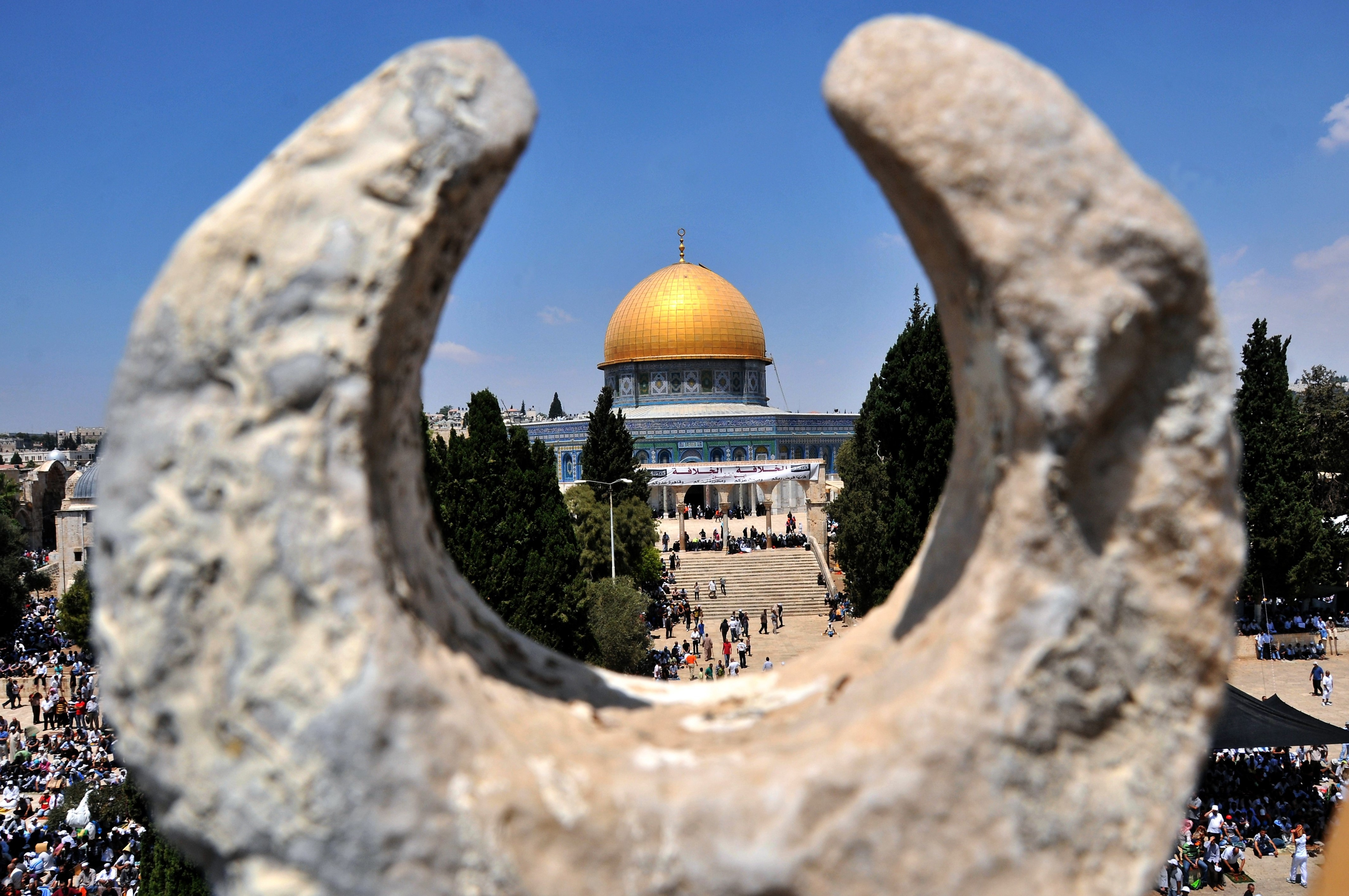
قبة الصخرة من سطح المسجد الأقصى (2011)
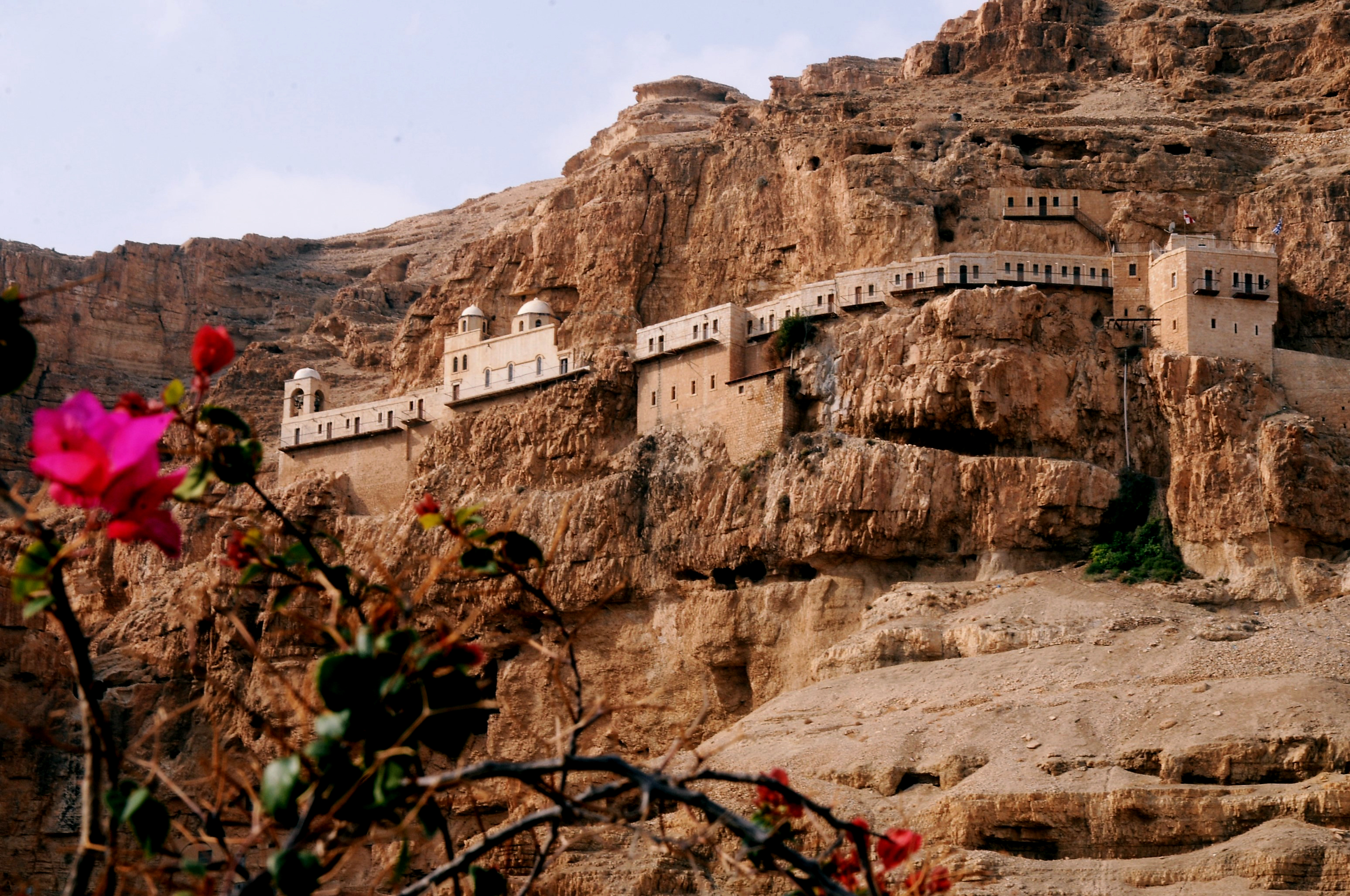
دير قرنطل (2011)
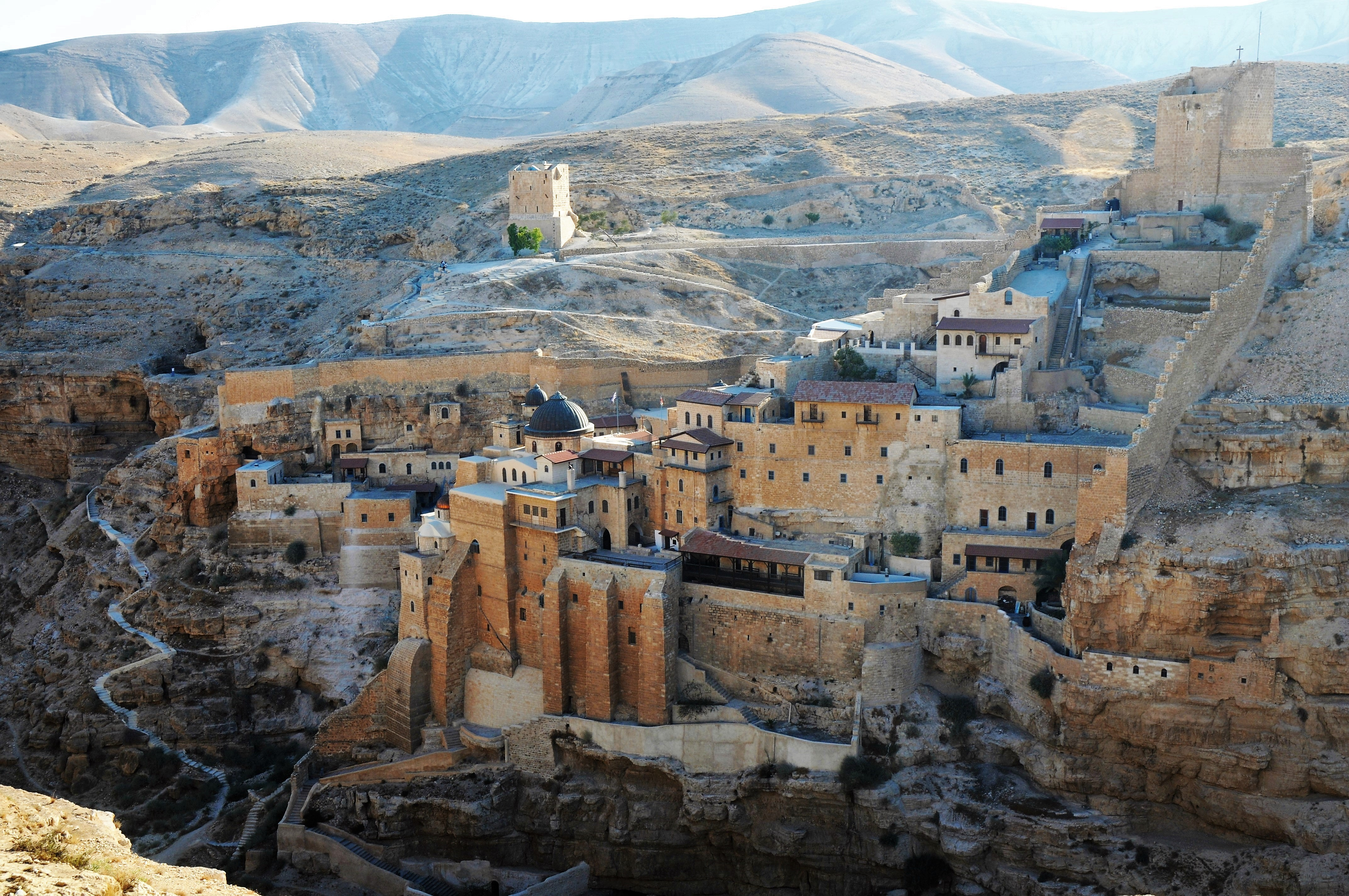
دير مار سابا (2012)
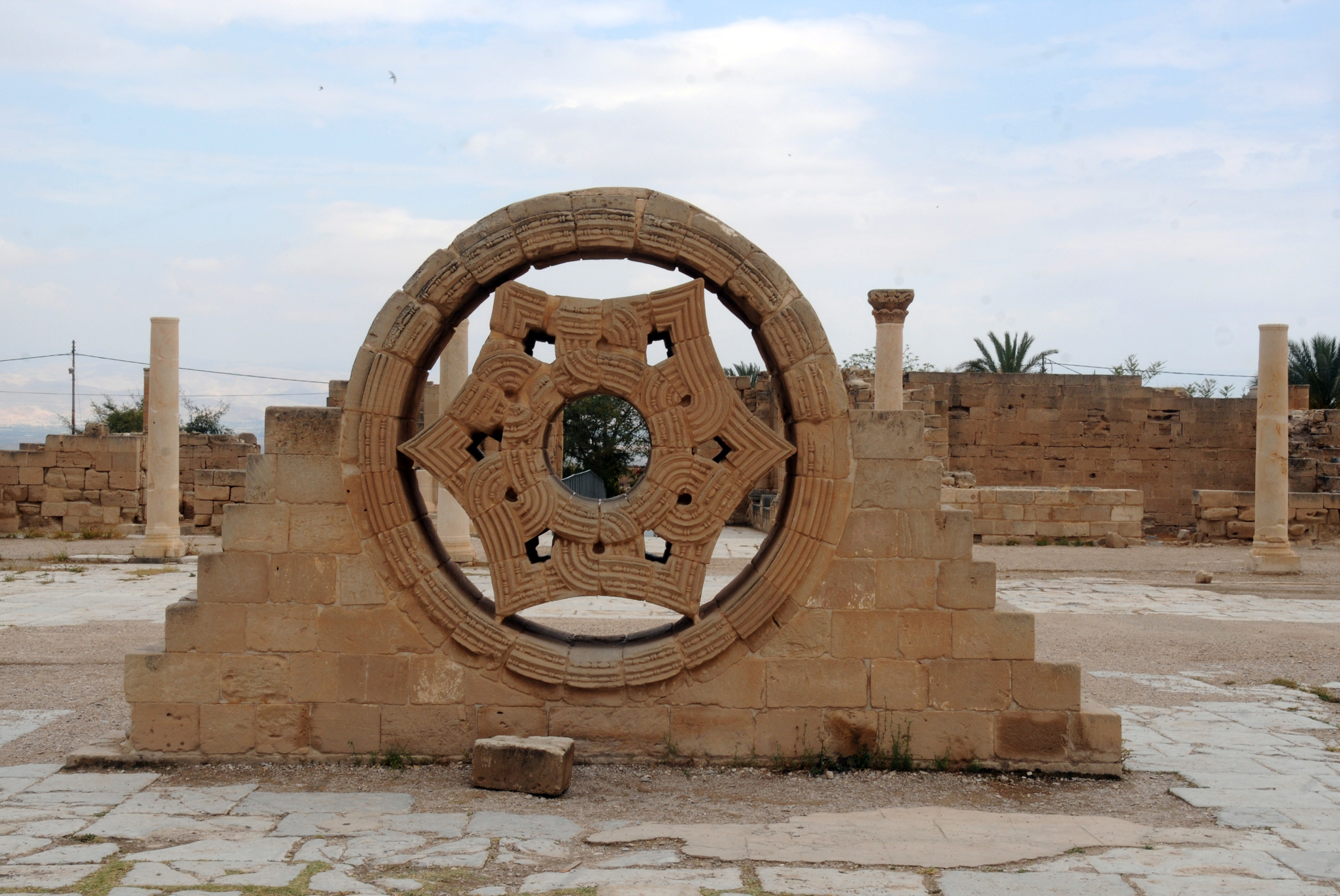
ساحة قصر هشام (2012)
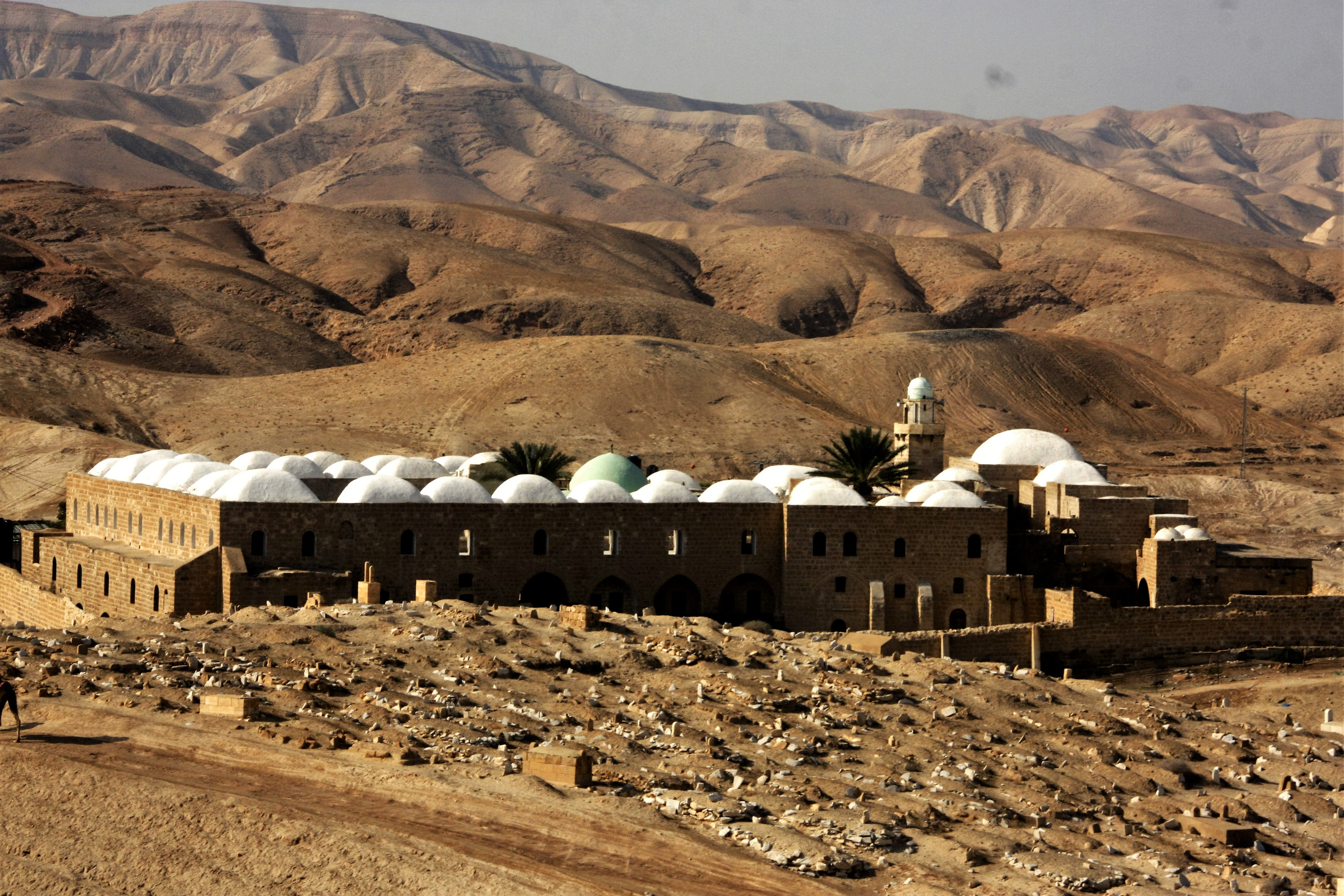
مقام النبي موسى (2014)
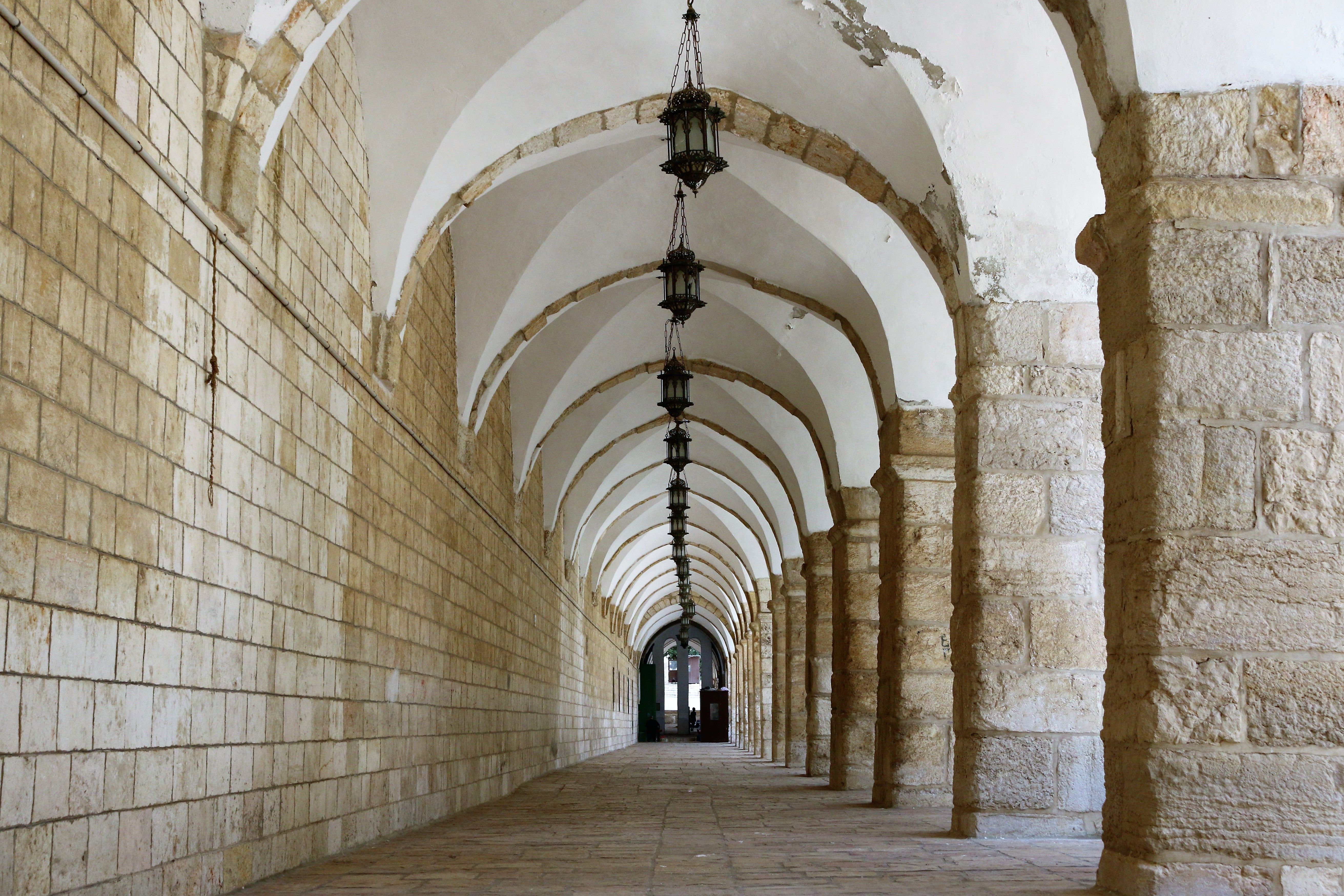
الرواق الغربي للمسجد الأقصى (2015)
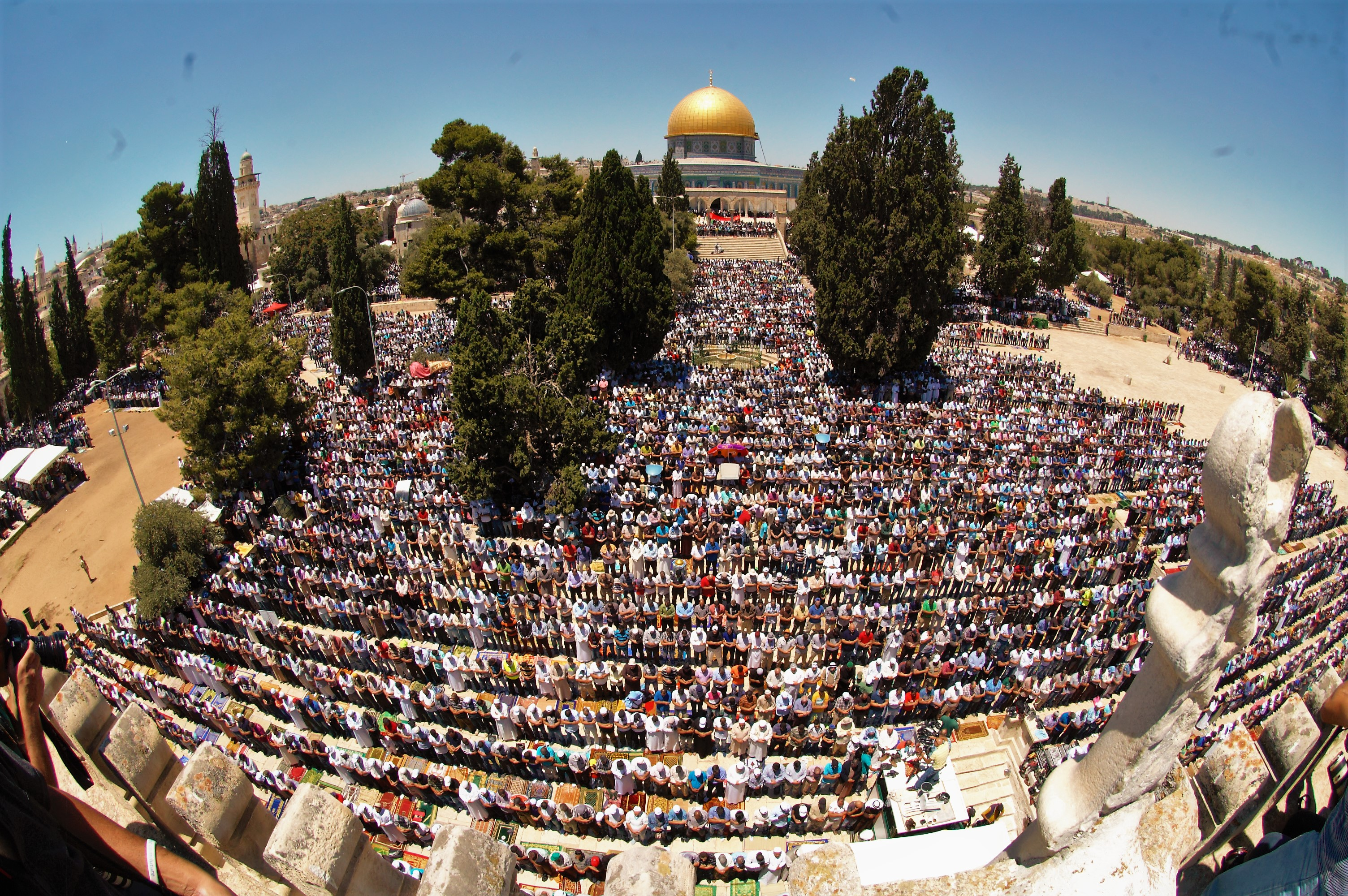
صلاة الجمعة في ساحة المسجد الأقصى (2015)
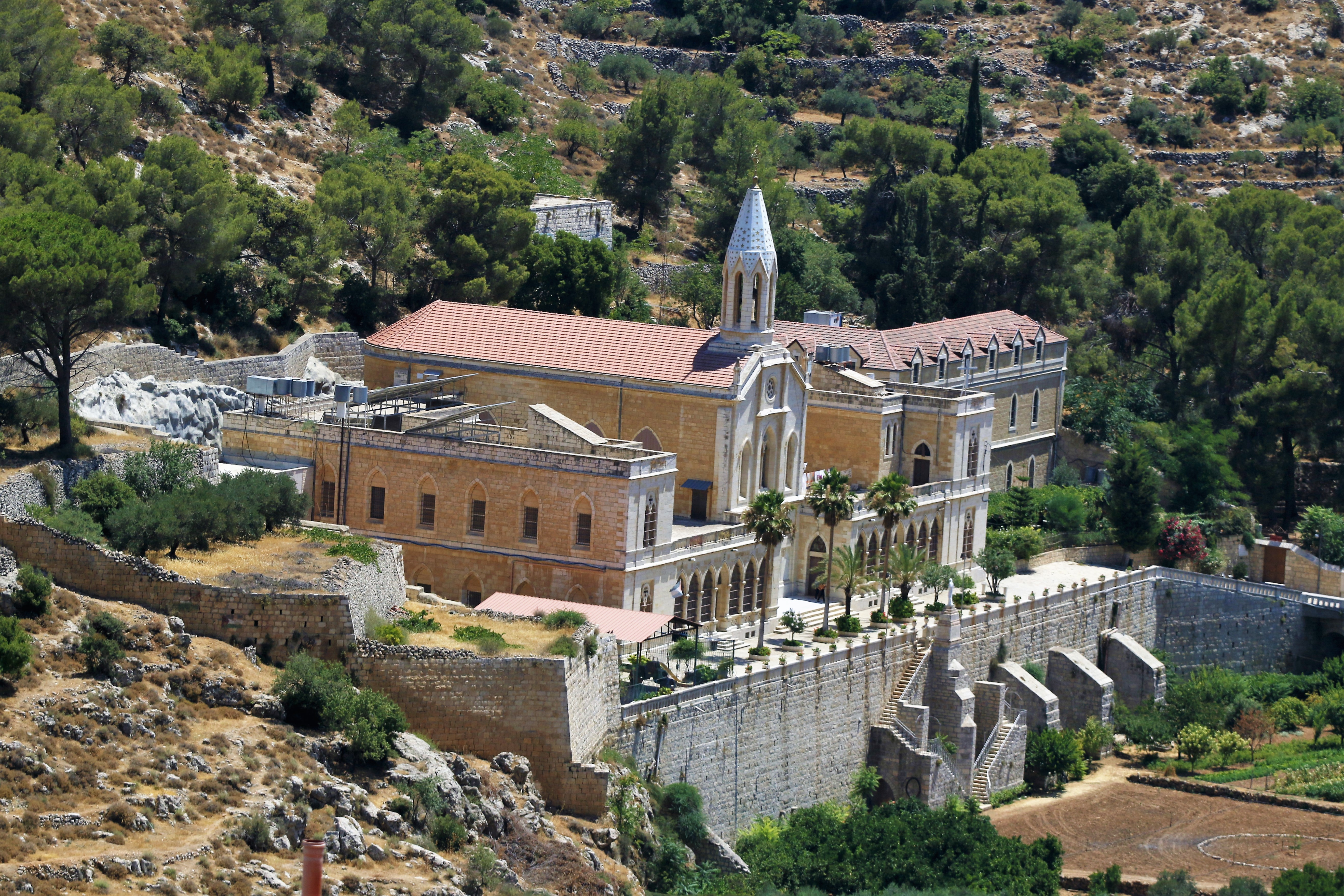
دير الجنة المقفلة (2016)
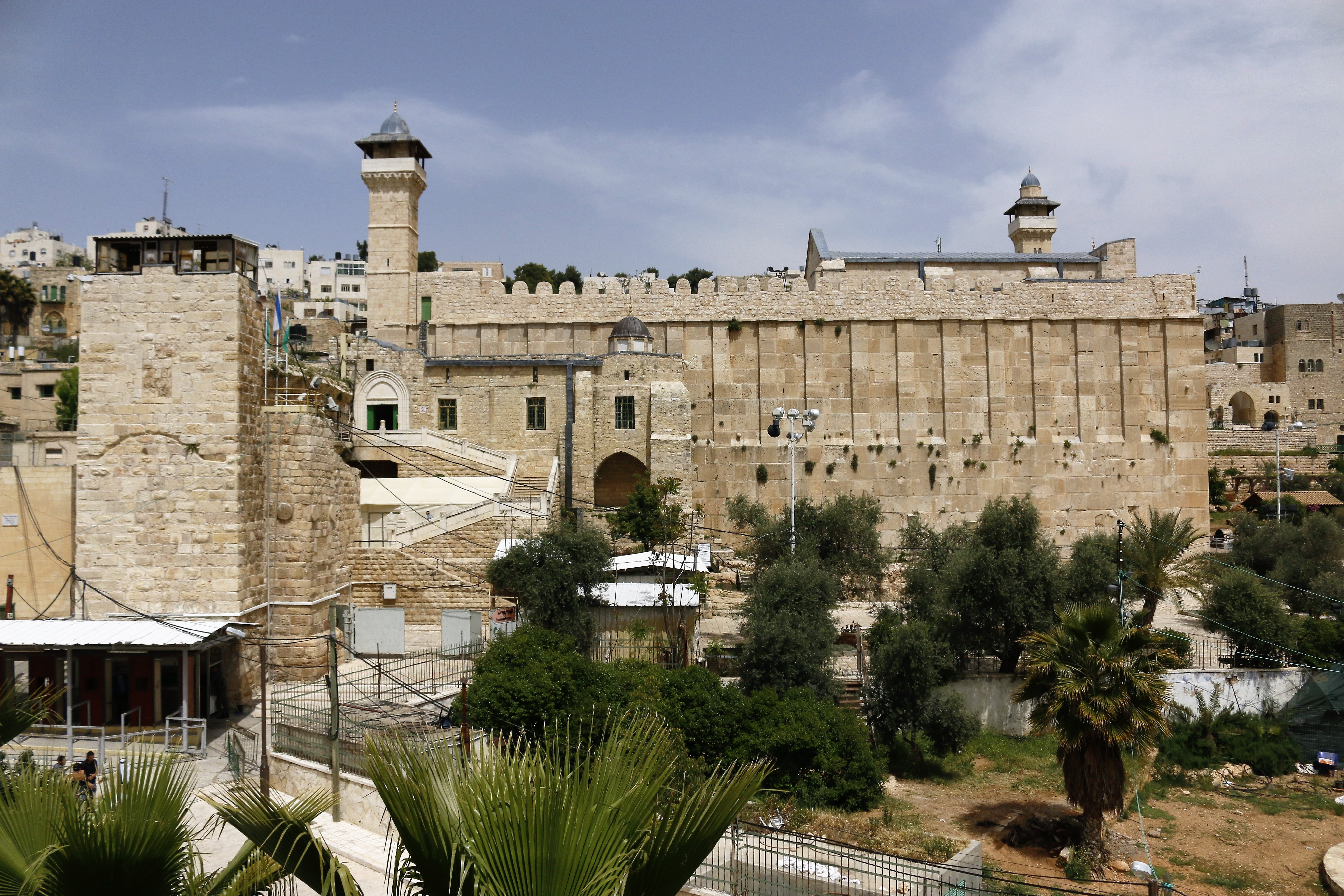
المسجد الإبراهيمي (2016)
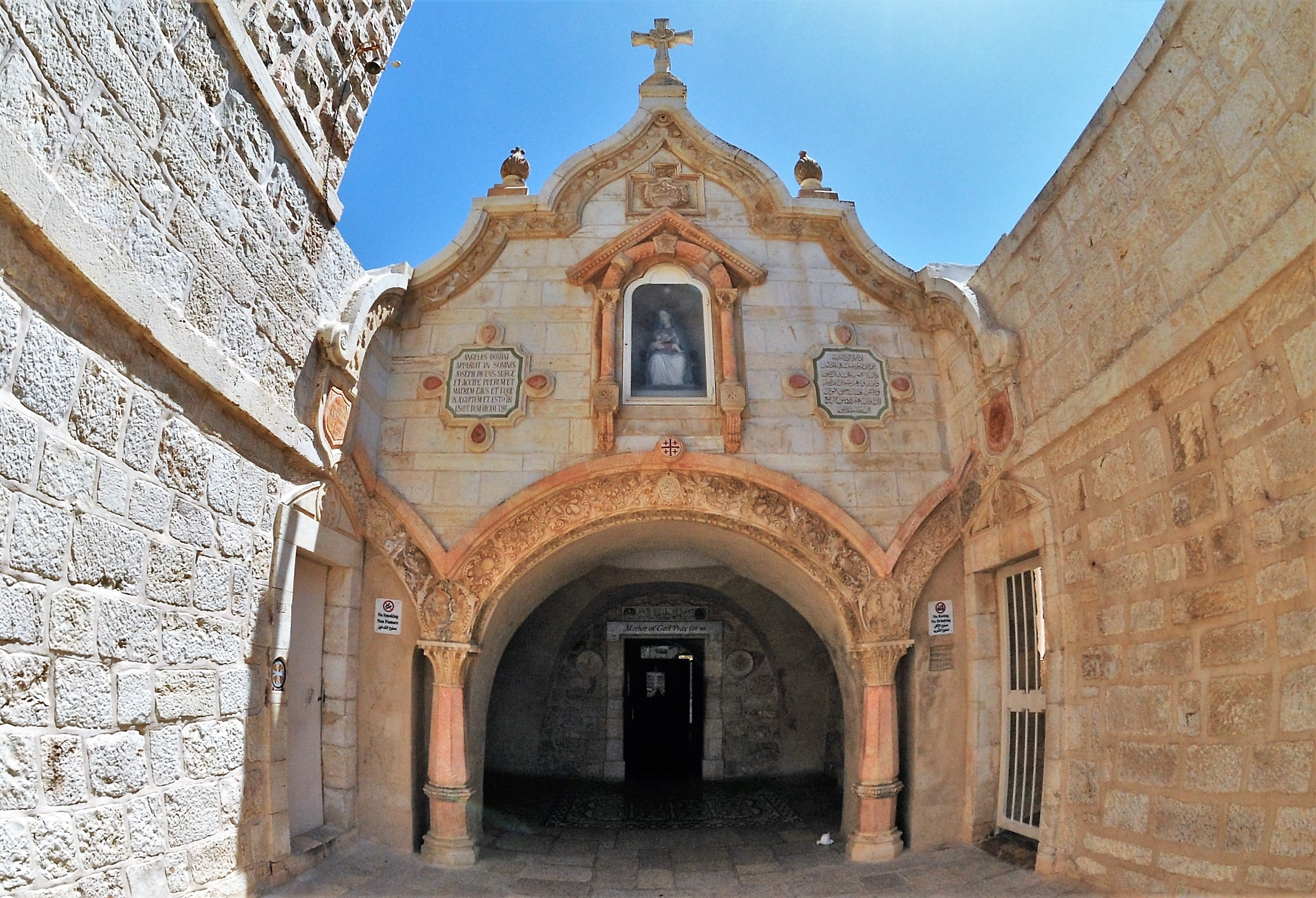
مغارة الحليب (بيت لحم) (2016)
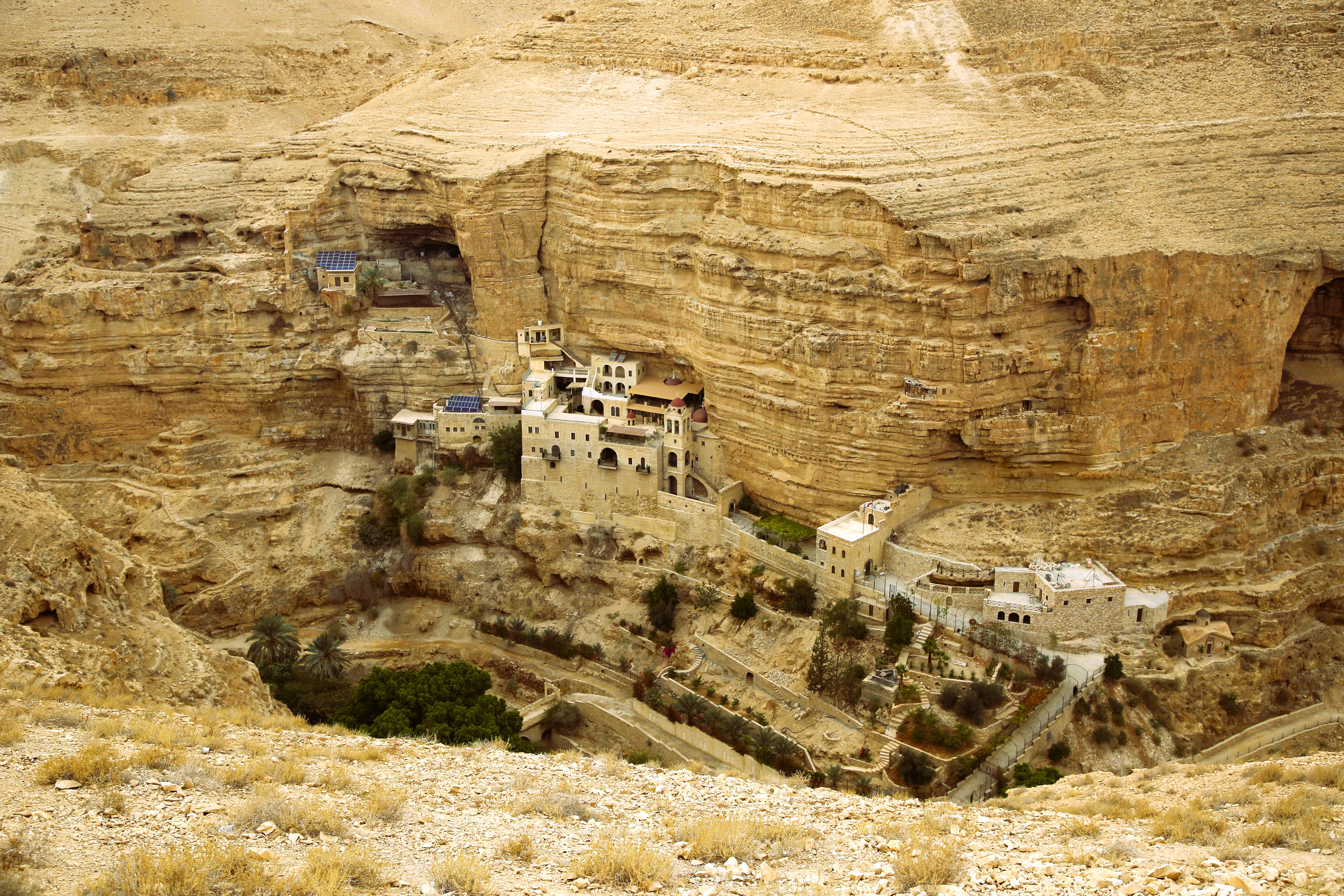
دير القديس جورج (وادي القلط) (2019)

## روابط خارجية
- الصالون الثقافي يحاور المصور الصحفي جمال العاروري على يوتيوب عبر قناة فلسطين الفضائية بتاريخ 17 يونيو 2024
- جمال العاروري: على خط المواجهة على يوتيوب عبر فضائية القدس التعليمية بتاريخ 3 مارس 2021
- حكاية صورة مع الأخ جمال العاروري على يوتيوب عبر قناة عودة بتاريخ 18 أغسطس 2015